# Graf-Wilhelm-Straße 3 (Bregenz)

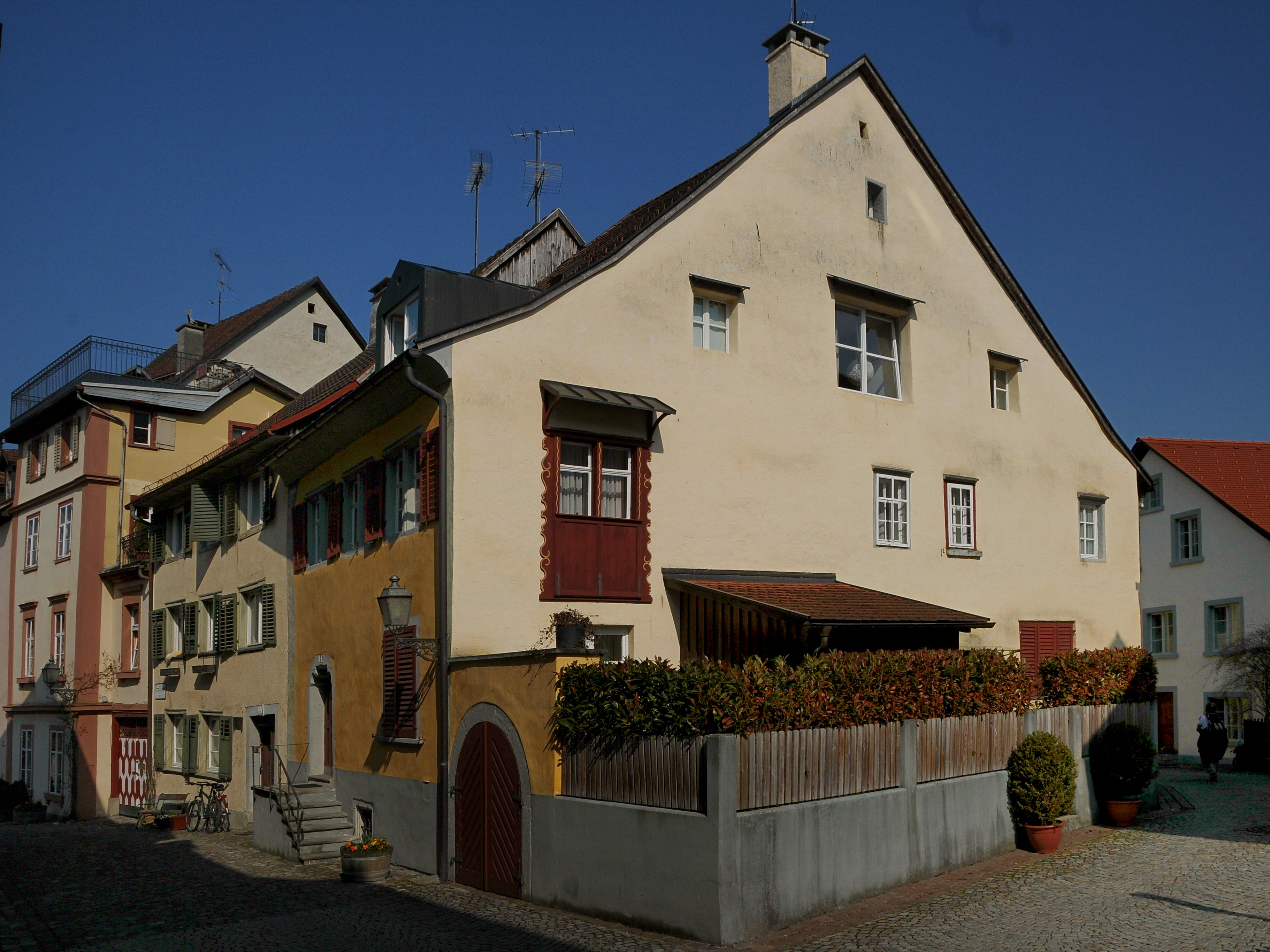
Graf-Wilhelm-Straße 3

Das Haus Graf-Wilhelm-Straße 3 ist ein Wohnhaus in der Oberstadt von Bregenz. Das Bauwerk steht unter Denkmalschutz (Listeneintrag).

## Geschichte
Das Gebäude hat einen spätmittelalterlichen Baukern vom Ende des 15. bzw. Anfang des 16. Jahrhunderts.

## Architektur
Das Gebäude hat ein geschwungenes, gotisches Schulterbogenportal im erhöht liegenden Eingang. Das Türblatt hat teilweise noch barocke Türbeschläge. Im Obergeschoß sind auf der Straßenseite drei Doppelfenster mit Sandsteingewänden und Mittelpfosten. In der Verlängerung der Fassade ist ein Rundbogenportal, welches in einen Weinkeller führt. Auf der Giebelfassade ist ein Doppelfenster mit Zierschnittrahmung und Räferverkleidung aus dem 19. Jahrhundert eingelassen.